# CYP2A6
Il citocromo P450 2A6 (abbreviato CYP2A6) è un enzima appartenente alla famiglia del citocromo P450, nella quale sono presenti gli enzimi più comuni e coinvolti nel metabolismo degli inquinanti ambientali, molti farmaci antidepressivi, antistaminici e analgesici. L'enzima CYP2A6 è presente nell'apparato respiratorio ed è coinvolto nel metabolismo della nicotina.